# ماهی‌کش
ماهی‌کش (به انگلیسی: Piscicide) یک ماده شیمیایی است که برای ماهی سمی است. استفاده اولیه از ماهی‌کش‌ها، از بین بردن گونه غالب ماهی در آب، به عنوان نخستین گام در تلاش برای پر کردن بدنه آبی با ماهیان متفاوت است. آنها همچنین برای مبارزه با گونه‌های انگلی و مهاجم ماهی استفاده می‌شوند.
نمونه‌هایی از ماهی‌کش‌ها عبارتند از روتنون، ساپونین‌ها، TFM، نیکوزامید و آنتی‌مایسین A (فینترول).